# Déjà Vu (album de Blue System)
Pour les articles homonymes, voir Déjà vu (homonymie).
Albums de Blue System
Seeds of Heaven
(1991) Hello America
(1992)
Singles
Deja Vu est le 6e album du groupe Blue System sorti le 1er septembre 1991.

## Titres
1. Deja Vu - 3:42
2. It's All Over - 3:56
3. New York - Berlin - Paris - 3:59
4. Mrs. Jones - 4:08
5. Sexy Thing - 3:07
6. Praying To The Aliens - 3:48
7. Dressed In Blue - 3:30
8. Better Than The Rest - 3:59
9. Is It Love? - 3:02
10. Just Say No - 3:45